# Kvitfjell
Kvitfjell er et skianlæg for alpine discipliner der ligger i Fåvang i Ringebu kommune i Oppland fylke i Norge.
Under de Vinter-OL i 1994 blev der arrangeret konkurrencer i disciplinerne styrtløb og Super-G i Kvitfjell. Der arrangeres nu World Cup-konkurrencer årligt i begyndelsen af marts.
Anlægget har 18 løjper, og der findes 7 skilifter, med en samlet kapacitet på 8.100 personer pr time. Derudover findes der også langrendsløjper med total længde 600 km.